# Francesco Cennini de’ Salamandri

Francesco Kardinal Cennini de’ Salamandri (Gemälde von Giovanni Francesco Barbieri, 1625)

Francesco Cennini de’ Salamandri (* 21. November 1566 in Sarteano; † 2. Oktober 1645) war ein italienischer Kardinal der Römischen Kirche.

## Leben

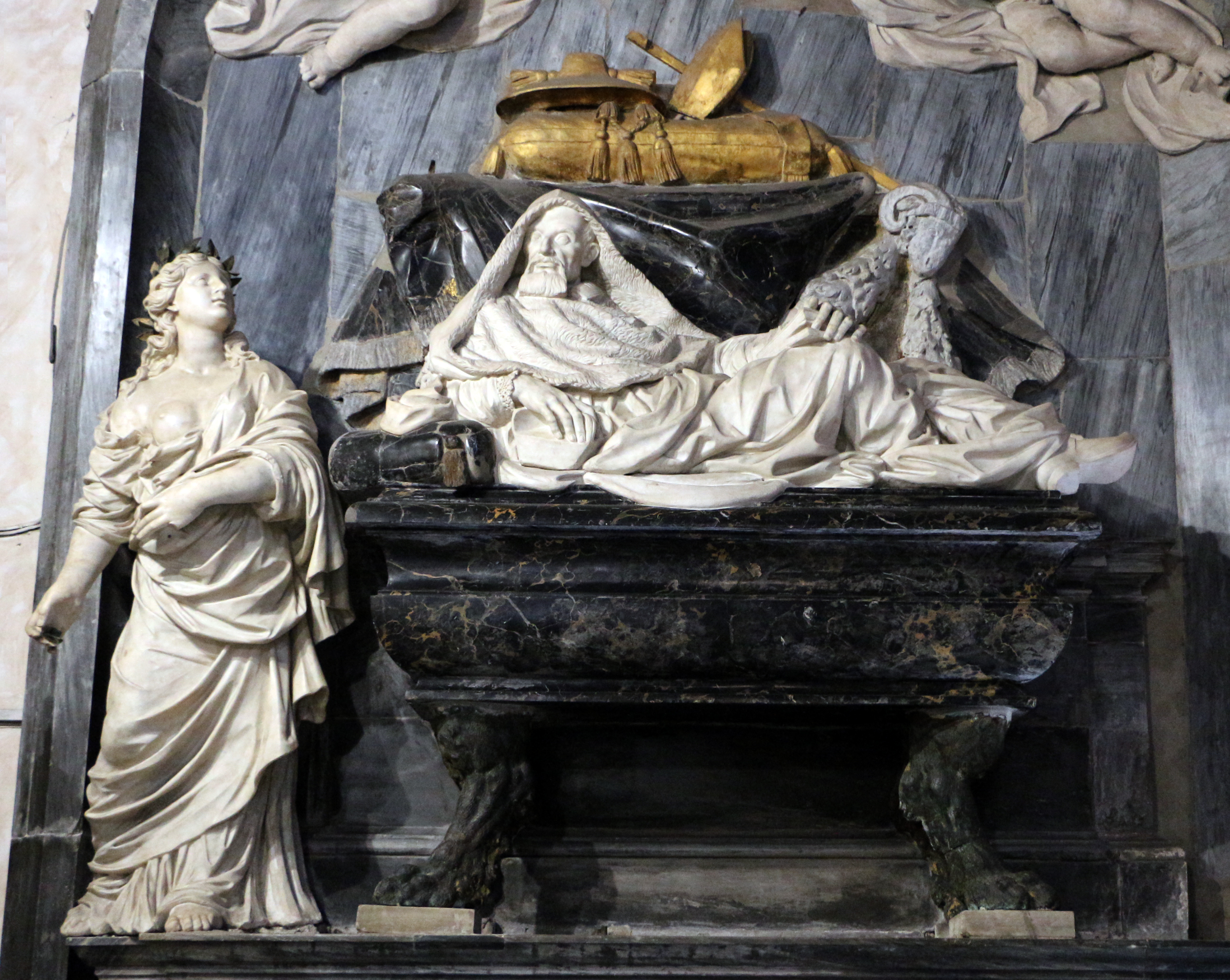
Grabmal von Francesco Kardinal Cennini de’ Salamandri in der Kirche San Marcello, Rom

Francesco Cennini de’ Salamandri empfing 1591 die Priesterweihe und wurde am 1. Oktober 1612 zum Bischof von Amelia ernannt. Als solcher empfing er am 21. Oktober 1612 in der Kirche San Biagio in Montecitorio die Bischofsweihe. Er wurde am 17. Juli 1618 zum Apostolischen Nuntius in Spanien ernannt und am 17. Dezember 1618 zum Lateinischen Patriarchen von Jerusalem berufen. Im Konsistorium vom 11. Januar 1621 wurde er von Papst Paul V. zum Kardinal kreiert.
Nach dem Tod von Papst Paul V. am 28. Januar 1621 konnte er nicht an dem Konklave am 8. und 9. Februar 1621 teilnehmen, das Alessandro Kardinal Ludovisi zum Papst Gregor XV. wählte. Er trat am 2. April 1621 als Apostolischer Nuntius in Spanien zurück und wurde am 19. April 1621 zum Kardinalpriester von San Marcello eingesetzt. Nach dem Tode von Papst Gregor XV. am 8. Juli 1623 gehörte er vom 19. Juli 1623 bis zum 6. August 1623 zu den Teilnehmern des Konklave, das Maffeo Barberini zum Papst Urban VIII. wählte.
Am 2. Oktober 1623 wurde Kardinal Cennini de’ Salamandri zum Bischof von Faenza ernannt, am 25. Februar 1641 dann zum Kardinalbischof von Sabina erhoben. Am 4. Mai 1643 trat er als Bischof von Faenza zurück. Er nahm nach dem Tode von Papst Urban VIII. vom 9. August bis zum 15. September 1644 an dem Konklave teil, das Giovanni Battista Kardinal Pamphilj zum Papst Innozenz X. wählte. Im September 1644 wurde er Nachfolger des zum Papst gewählten Kardinal Pamphilj als Präfekt der Heiligen Konzilskongregation.
Am 6. März 1645 erfolgte seine Ernennung zum Kardinalbischof von Porto-Santa Rufina. Zugleich war er als Nachfolger von Pier Paolo Kardinal Crescenzi zwischen dem 6. März 1645 und seinem Tode am 2. Oktober 1645 Kardinalsubdekan und damit stellvertretender Vorsitzender des Kardinalskollegiums.
Nach seinem Tode wurde Kardinal Cennini de’ Salamandri, der ein Verwandter von Girolamo Kardinal Bernerio war, in der Kirche San Marcello zu Rom beigesetzt.